# Elitzur Yavne B.C.
El Elitzur Yavne es un equipo de baloncesto israelí que compite en la National League, la segunda división del país. Tiene su sede en la ciudad de Yavne. Disputa sus partidos en el Shabazi Hall, con capacidad para 600 espectadores.

## Posiciones en Liga
- 2007 - (Artzit)
- 2008 - (6-Nat)
- 2009 - (10-Nat)
- 2010 - (6-Nat)
- 2011 - (3-Nat)
- 2012 - (3-Nat)
- 2013 - (6-Nat)
- 2014 - (12-Nat)
- 2015 - (8-Nat)

## Palmarés
- Igud Cup:
  - Campeón (2): 2005-06, 2006-07

## Jugadores destacados
| - Valery Gandlin - Tristan Blackwood - Daniel Aidan - Amit Bier-Katz - Guy Farber - Igor Mayor - Naor Sharon - Anton Shoutvin - Bilal Benn - Draelon Burns - James Head - Tamir Jackson - Bryant Markson | - Monta McGhee - Kinu Rochford - Damon Thornton - Chad Timberlake - Mark Tyndale - Darrin Williams - Armond Williams - Ray Willis - Kyle Wilson - Andrej Zelenbaba - Jan Martín - Alon Stein - Daniel Tamir | - Jonathan Shtarkman - Oded Brandwein - Tal Karpels - Alex Chubrevich - Igor Nesterenko - Ryan Ferranti - Andrew Fogel - Jordan Kardos - Sean Labanowski - Brian Laing - Pele Paelay - David Tairu - Chris Udofia |